# Inocêncio Marques de Araújo Góis Júnior
Inocêncio Marques de Araújo Góis Júnior (? —?) foi um político brasileiro.
Foi presidente da província de Pernambuco, nomeado por carta imperial de 15 de dezembro de 1888, de 3 de janeiro a 24 de abril de 1889. Foi Deputado Geral, votou a favor da Lei Áurea, acrescentou ao projeto de lei a expressão "desde a data desta lei".